# El precio del pasado
El precio del pasado (título original: Dixie Lanes) es una película estadounidense-canadiense de comedia y drama de 1988, dirigida por Don Cato, que a su vez la escribió junto a John Howbrook, Irby Smith y David Brady, musicalizada por Patrick Coleman y Paul Novotny, en la fotografía estuvo William Wages, los protagonistas son Hoyt Axton, Karen Black y Art Hindle, entre otros. El filme fue producido por SC Entertainment y se estrenó el 30 de septiembre de 1988.

## Sinopsis
Un hombre que sobrevivió a una guerra, debe regresar a casa, pero no va a ser fácil. Su pasado como productor ilegal de alcohol, el prolongado tiempo de ausencia y el alejamiento de la familia lo habían transformado en un extraño en su propia ciudad. Ahora su único objetivo era hallar al conspirador que lo enjuició, un sheriff corrupto que pretendía poner a toda la población en su contra.